# Ampenan
Ampenan is een havenstad in Indonesië, gelegen op het eiland Lombok en is onderdeel van de stadsgemeente Mataram. 
Alhoewel er nog steeds een haven is, heeft de stad zijn functie als havenstad grotendeels verloren.